# العودة لسايلنت هيل
العودة إلى سايلنت هيل (بالإنجليزية: Return to Silent Hill) هو فيلم رعب نفسي أمريكي قادم، ويُعد الجزء الثالث ضمن سلسلة أفلام سايلنت هيل. يستند الفيلم إلى لعبة الفيديو سايلنت هيل 2 من إنتاج كونامي، وهو من إخراج وكتابة كريستوف غانز، ويقوم ببطولته كلٌ من جيريمي إيرفين وهانا إميلي أندرسون.
أُعلن عن الفيلم في أكتوبر 2022، وبدأ التصوير الرئيسي في أبريل 2023، حيث أقيمت مواقع التصوير في ألمانيا (بما في ذلك مدن ميونيخ، بنزينغ، نورنبرغ، وبحيرة أمر)، وكذلك في صربيا، واستمر حتى فبراير 2024 .

## نبذة
تدور أحداث الفيلم حول جيمس، الذي يعيش حالة من الحزن العميق بعد انفصاله عن حب حياته. يتلقى رسالة غامضة تدفعه للعودة إلى بلدة غامضة تُدعى سايلنت هيل، آملاً أن يعثر على محبوبته هناك. ومع وصوله، يكتشف أن البلدة لم تعد كما كانت، إذ غيّرتها قوة شريرة مجهولة حولتها إلى مكان مشوّه ومخيف.
كلما تعمّق جيمس في استكشاف البلدة، واجه كائنات مرعبة، بعضها مألوف لديه، وبعضها الآخر غريب ومفزع. ومع تزايد الهلاوس والكوابيس، يبدأ جيمس بالتشكيك في سلامته العقلية، ويصارع لفهم ما إن كانت الأحداث التي يمر بها واقعية أم أوهامًا. وسط هذا الصراع النفسي، يحاول التماسك والبقاء قويًا بما يكفي لإنقاذ المرأة التي لا تزال تسكن قلبه.

## التوزيع
في مايو 2025، أعلنت شركة Cineverse عن استحواذها على حقوق التوزيع في الولايات المتحدة، فيما أعلن في يونيو 2025 أن إطلاق الفيلم سيتم لدى أمريكا في 23 يناير 2026، عبر علامتها «Bloody Disgusting» بالتعاون مع Iconic Events Releasing
Hypebeast

## روابط خارجية
- العودة لسايلنت هيل  على قاعدة بيانات الأفلام على الإنترنت (بالإنجليزية).